# Sparkasse

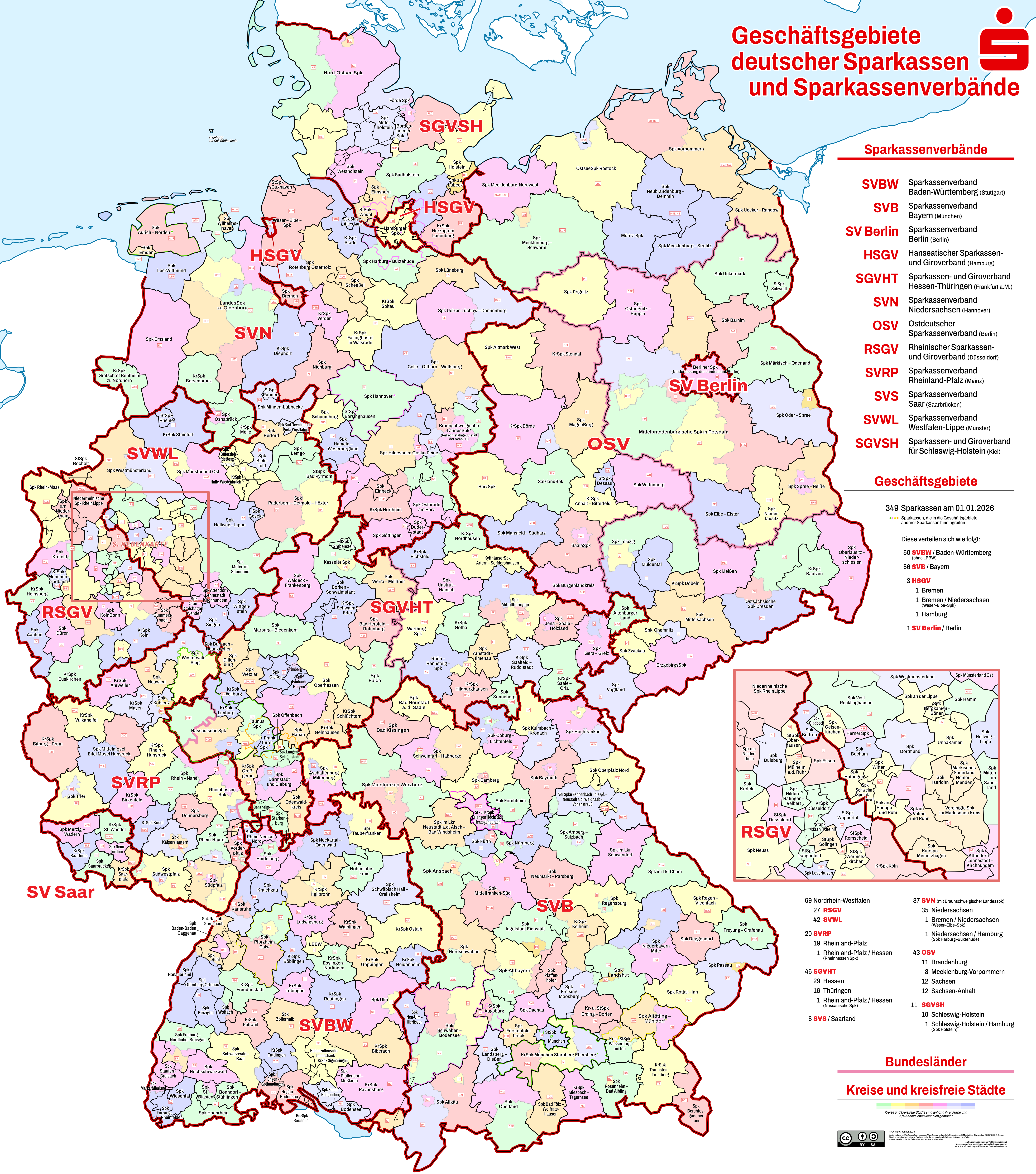
Geschäftsgebiete der Sparkassen und Sparkassenverbände in Deutschland (Mai 2023)

Sparkassen sind Kreditinstitute im Sinne des § 1 KWG, deren Leitgedanke darin besteht, in ihrem Geschäftsgebiet den Wettbewerb zu stärken und die Versorgung aller Bevölkerungskreise, der Wirtschaft, insbesondere des Mittelstands, und der öffentlichen Hand mit geld- und kreditwirtschaftlichen Leistungen sicherzustellen. Sie unterstützen damit die Aufgabenerfüllung der Kommunen, fördern den Sparsinn und die Vermögensbildung breiter Bevölkerungskreise und die Wirtschaftserziehung der Jugend.
Sparkassen gehören heute zu den Universalbanken, weil sie alle nichtkreditären Bankgeschäfte und Finanzdienstleistungen mit allen Kundengruppen, auch außerhalb des Geschäftsbereichs, betreiben dürfen.

## Allgemeines
Aus der Definition nach dem Sparkassengesetz lässt sich erwarten, dass vor allem das Einlagengeschäft und Kreditgeschäft weiterhin den höchsten Anteil am Geschäftsvolumen von Sparkassen ausmachen. Auch der Zahlungsverkehr spielt für Sparkassen eine wichtige Rolle. Außerdem zeichnet sie ihr Filialnetz aus, das sie zu Filialbanken macht.
Sparkassentypische Eigenheiten sind ihr Gesellschafterkreis, die Unternehmensziele und der Gebietsschutz für Aktivgeschäfte und Filialgründungen. Vor allem hierdurch unterscheiden sie sich von anderen Banken. Insbesondere in Deutschland und Österreich rekrutieren sich die Gesellschafter aus öffentlich-rechtlichen Trägern wie Gemeinden oder Gemeindeverbänden. Das Unternehmensziel ist nach § 40 KWG die Gemeinnützigkeit, das Gegenprinzip der Gewinnmaximierung. Der Gebietsschutz schließlich wird durch das Regionalprinzip gewährleistet, welches das Geschäftsgebiet im Kreditwesen der Sparkassen auf das Gemeindegebiet der sie tragenden Gemeinde beschränkt.
Betriebszweck, Rechtsform und Unternehmensziele der Sparkassen sind international sehr unterschiedlich.

## Wortherkunft
Das Kofferwort „Sparkasse“ lässt sich seit dem 18. Jahrhundert nachweisen und bedeutete eine „öffentliche Einrichtung zur Aufbewahrung von Ersparnissen mit Zinszahlung“. Die Verbindung der Wörter „sparen“ (nicht völlig konsumieren) und „Kasse“ (verschließbarer Behälter für Geld) deutet auf ihre ursprüngliche Aufgabe hin, Spareinlagen durch Bareinzahlungen in die Kasse entgegenzunehmen.

## Deutschland
Der überwiegende Teil der Sparkassen gehört zu den öffentlich-rechtlichen Kreditinstituten in kommunaler Trägerschaft. Daneben bestehen noch fünf Freie Sparkassen in nicht kommunaler Trägerschaft.
In Deutschland stellen Sparkassen und Landesbanken eine Säule im Drei-Säulen-Modell des Finanzsektors dar. Sparkassen unterscheiden sich im Hinblick auf die von ihnen selbst „hergestellten“ Bankgeschäfte (Eigenfertigung) von den Banken wie folgt:
| Bankgeschäft       | Produktgruppe                                                                               | Sparkassen für sich              | Sparkassen im Metageschäft | Banken für sich        |
| ------------------ | ------------------------------------------------------------------------------------------- | -------------------------------- | -------------------------- | ---------------------- |
| Einlagengeschäft   | Sichteinlagen befristete Einlagen Spareinlagen                                              | Ja · Ja · Ja                     | Ja · Ja · Ja               | Ja · Ja · Ja           |
| Kreditgeschäft     | Konsumkredite Immobilienfinanzierungen Unternehmensfinanzierungen Kommunalkredite           | Ja · Ja · Ja · Ja                | Ja · Ja · Ja · Ja          | Ja · Ja · Ja · Ja      |
| Finanzierungen     | Objektfinanzierungen Projektfinanzierungen Spezialfinanzierungen Außenhandelsfinanzierungen | Nein · Nein · Nein · Nein ·      | Ja · Ja · Ja · Ja ·        | Ja · Ja · Ja · Ja ·    |
| Wertpapiergeschäft | Kundengeschäft Eigenhandel                                                                  | Ja · Nein                        | Ja · Ja                    | Ja · Ja                |
| Investmentbanking  | Corporate Finance Emissionsgeschäft Mergers & Acquisitions                                  | Nein · Nein · Nein               | Ja · Ja · Ja               | Ja · Ja · Ja           |
| Handel             | Derivate, Swaps Devisenhandel Geldhandel Edelmetallhandel Interbankenhandel                 | Nein · Nein · Nein · Nein · Nein | Ja · Ja · Ja · Ja · Ja     | Ja · Ja · Ja · Ja · Ja |
| Zahlungsverkehr    | Inlandszahlungsverkehr Auslandszahlungsverkehr                                              | Ja · Nein                        | Ja · Ja                    | Ja · Ja                |

Auch diejenigen Bankgeschäfte/Finanzprodukte, die für die Sparkasse für sich genommen mit einem „nein“ gekennzeichnet sind, werden dennoch von Sparkassen angeboten. Die Sparkassen nutzen dabei – für den Kunden erkennbar oder nicht erkennbar – die Kooperation mit den ebenfalls zur Sparkassen-Finanzgruppe gehörenden Landesbanken/Girozentralen im so genannten Metageschäft (beispielsweise in der Außenhandelsfinanzierung, bei Auslandsüberweisungen oder im Emissionsgeschäft). Der Inlandszahlungsverkehr wird über das sparkasseneigene Gironetz abgewickelt, dem auch die Girozentralen angehören. Mithilfe der Sparkassen-Finanzgruppe  gibt es also Kooperationen zwischen Sparkassen und Landesbanken bei Finanzprodukten, die Sparkassen nicht selbst in der so genannten Eigenfertigung erzeugen und deshalb offen oder verdeckt die Landesbanken einbeziehen. Die Landesbanken geben diese Finanzprodukte den Sparkassen auf dem Interbankenmarkt weiter und berechnen dabei den Interbankenkurs.

### Aufgaben
Die Aufgaben der Sparkassen sind in den Sparkassengesetzen (SpkG) beschrieben, die zum Landesrecht gehören. Ihre gesetzliche Aufgabe ist es, breiten Bevölkerungsschichten Möglichkeiten zur Geldanlage anzubieten, die örtlichen Kreditbedürfnisse ihrer Kunden zu befriedigen, den Sparsinn der Bevölkerung zu pflegen und den bargeldlosen Zahlungsverkehr zu fördern.
Öffentlicher Auftrag
Das Sparkassengesetz NW (SpkG NW) schreibt ihnen in § 2 SpkG NW die Aufgabe vor, im Rahmen des öffentlichen Auftrags der geld- und kreditwirtschaftlichen Versorgung der Bevölkerung und der Wirtschaft insbesondere des Geschäftsgebietes und ihres Trägers zu dienen. Sie sind meist Hausbanken ihrer öffentlichen Träger. Außerdem fördern sie die finanzielle Eigenvorsorge und Selbstverantwortung vornehmlich bei der Jugend (Jugendkonto), aber auch in allen sonstigen Altersgruppen und Strukturen der Bevölkerung. Sie versorgen im Kreditgeschäft vorwiegend den Mittelstand sowie die wirtschaftlich schwächeren Bevölkerungskreise. Die Sparkassen tragen zur Finanzierung der Schuldnerberatung in Verbraucher- oder Schuldnerberatungsstellen bei.
Ihr öffentlicher Auftrag besteht darin, das Geschäftsgebiet mit geld- und kreditwirtschaftlichen Leistungen zu versorgen, Sparen und allgemeine Vermögensbildung zu fördern und für die Bevölkerung und für die mittelständische Wirtschaft Dienstleistungen zu erbringen.
Gemeinnützigkeit
Das Gemeinnützigkeitsprinzip hob die Sparkassen seit jeher von den übrigen – auf Gewinnmaximierung ausgerichteten – Banken ab. Die maximale Gewinnerzielung steht satzungsgemäß nicht im Vordergrund der Unternehmenspolitik, eine angemessene Überschusserzielung genügt. „Die Erzielung von Gewinn ist nicht der Hauptzweck des Geschäftsbetriebes“. Die Verwendung entstandener Gewinne ist in den regionalen Sparkassengesetzen unterschiedlich geregelt. Zumeist wird ein erzielter Gewinn, soweit er nicht durch die Erhöhung der Sicherheitsrücklage bei der Sparkasse verbleibt, von der Sparkasse in eigener Entscheidung direkt für steuermindernde gemeinnützige Zwecke zur Verfügung gestellt, nur in Ausnahmefällen werden Überschüsse an den Träger ausgeschüttet.
Viele Sparkassen haben zudem mit ihren Überschüssen eigene Stiftungen gegründet, die gemeinnützige Zwecke fördern sollen. Im Falle eines Zielkonfliktes hat der öffentliche Auftrag Vorrang.
Sparkassen müssen zudem das Regionalprinzip beachten, das von ihnen das Betreiben von kreditären Bankgeschäften nur in der genau festgelegten Region des jeweiligen Trägers verlangt.
Verwendung der Jahresüberschüsse
Die Gemeinwohlverpflichtung, die die meisten Sparkassen über steuermindernde freiwillige Spenden und Sponsoring erfüllen wollen, wird von Kritikern der Praxis der Sparkassen als Verpflichtung zur Unterstützung der Eigentümer, also der öffentlichen Haushalte für gemeinnützige Zwecke interpretiert, was der rechtlichen Grundlage entspricht. 
Das investigative Recherchenetzwerk Correctiv berichtet, dass in den Jahren 2013 und 2014 bei zwei Dritteln der Sparkassen keine Ausschüttung der Jahresüberschüsse an ihre Träger stattfand. Im Jahr 2014 wurden Überschüsse von 1,9 Milliarden Euro erzielt. Lediglich 14 % davon wurden an die jeweiligen Träger abgeführt. Die Kritik durch den Landesrechnungshof Niedersachsen führte zu einem breiten Medienecho.
In Düsseldorf kam es Anfang 2017 zur Klage des Bürgermeisters als erstem Verwaltungsratschef Deutschlands gegen den Sparkassenvorstandschef Arndt Hallmann bei der Sparkassenaufsicht. Die Einigung sieht vor, dass die Sparkasse jährlich fünf Prozent des Gewinns vor Steuern und anderen Abführungen an den kommunalen Eigentümer abgibt, dazu die Hälfte aller außerplanmäßigen Überschüsse.
Ein Hauptgrund der Abneigung der Banken gegen die Ausschüttung an die Kommunen wurde darin gesehen, dass die Vergütung der Vorstände zwischen 300.000 Euro und einer Million durch Veränderung der Berechnungsgrundlage geschmälert werden könnten. Oberbürgermeister Thomas Geisel (SPD) setzte durch, dass die seiner Meinung nach überversicherte Sparkasse 26 Millionen Euro von den insgesamt fast 140 Millionen Euro ausschüttete, die sie 2014 verdient hatte, 2017 14 Millionen.
Kritisiert wurde auch, dass Sparkassenvorstände den Ausschüttungsspielraum der Verwaltungsräte durch Rückstellungen und Rücklagen stark mindern könnten. Geisel forderte eine „nachvollziehbare Ergebnisrechnung“.
Rainer Gottwald untersuchte alle bayerischen Sparkassen und kam zu der Auffassung, dass trotz Eigenkapitalregeln für Banken und dem Landessparkassengesetz Rücklagen für 2014 in Höhe von 2,4 Milliarden Euro hätten ausgeschüttet werden können.
Spenden
Die Spendenpraxis der Sparkassen wird teilweise kritisiert, da sie zur Bildung von Abhängigkeiten zwischen den Empfängern und der Sparkasse führt. Bei der Vergabepraxis entscheidet der Sparkassenvorstand allein über die Verwendung, weniger die Kommune als Eigentümer der Sparkasse. Kritisiert wird außerdem die Geheimhaltung, die Vergabe von Spenden an wenig gemeinnützig erscheinende Vereine, die Querfinanzierung von politischen Kandidaten und die Interessenkonflikte bei personellen Verbindungen. Spenden scheinen oft eher Marketingmaßnahmen zu verbergen. In einer Umfrage von correctiv veröffentlichten 2016 nur 32 von 403 Sparkassen eine Liste ihrer Spendenempfänger, obwohl öffentliche Einrichtungen gemäß Informationsfreiheitsgesetz Auskunft geben müssen. 2014 wurden alle bayerischen Sparkassen wegen unzulässiger Spenden, Sponsoring und Kundenveranstaltungen überprüft, wie zum Beispiel der Finanzierung unzulässiger Ausgaben für Kommunalpolitiker.

### Rechtsfragen
Rechtsform
Bis auf die als Aktiengesellschaft organisierten freien Sparkassen besitzen die öffentlich-rechtlichen Sparkassen die Rechtsform der Anstalt des öffentlichen Rechts, mit der allgemein die Strukturmerkmale der Anstaltslast und Gewährträgerhaftung verbunden sind. Träger öffentlich-rechtlicher Sparkassen sind kommunale Gebietskörperschaften wie Städte, Gemeinden oder Landkreise oder ein kommunaler Sparkassenzweckverband als Zusammenschluss mehrerer Gebietskörperschaften. Die Bezeichnung der Sparkasse lässt im Regelfall auf ihren Träger schließen:
| Bezeichnung            | Träger          | Beispiel                              |
| ---------------------- | --------------- | ------------------------------------- |
| Bezirkssparkasse       | Gemeindeverband | Bezirkssparkasse Reichenau            |
| Kreissparkasse         | Landkreis       | Kreissparkasse Ahrweiler              |
| Stadtsparkasse         | Stadt           | Stadtsparkasse München                |
| Verbandssparkasse      | Gemeindeverband | Verbandssparkasse Goch-Kevelaer-Weeze |
| Zweckverbandssparkasse | Zweckverband    | Zweckverbandssparkasse Duderstadt     |

Eine der bekanntesten Ausnahmen bildet die Kreissparkasse Köln: Sie ist eine Zweckverbandssparkasse, denn einen Landkreis Köln gibt es nicht mehr.
Bankgeschäfte und Organe
Sparkassen sind Kreditinstitute im Sinne des § 1 Abs. 1 KWG, die alle dort abschließend aufgeführten Bankgeschäfte betreiben dürfen, wenn auch Kreditgeschäfte nur im Geschäftsbereich. Rechtsgrundlagen für Gründung und Betrieb sind daneben das Sparkassengesetz des jeweiligen Bundeslandes, in dem die Sparkasse ihren Sitz hat, und eine vom Träger erlassene Satzung. Die Organe einer Sparkasse sind gemäß § 9 SpkG NW Vorstand und Verwaltungsrat; der Kreditausschuss ist nur ausnahmsweise (in Baden-Württemberg; § 11 SpkG BW) ein Organ. Während der Vorstand die Geschäfte der Sparkasse führt und die Sparkasse gerichtlich und außergerichtlich vertritt (§ 20 SpkG NW), überwacht der Verwaltungsrat die Tätigkeit des Vorstandes und bestimmt die Richtlinien der Geschäftspolitik (§ 15 SpkG NW).
Organisation
Öffentlich-rechtliche Sparkassen sind Pflichtmitglieder im jeweils regional zuständigen Sparkassen- und Giroverband, die regionalen Verbände sind im Dachverband Deutscher Sparkassen- und Giroverband zusammengeschlossen. Dieser sorgt unter anderem für ein einheitliches Corporate Design der Sparkassen (unter der Marke „Sparkasse“), weitgehende Harmonisierung der Finanzprodukte, einheitliche Allgemeine Geschäftsbedingungen, einheitliche Formulare und Vordrucke und für eine wirtschaftliche Aggregation durch den Verbund der Sparkassen-Finanzgruppe. Für die freien Sparkassen gibt es in Deutschland den Verband der Deutschen Freien Öffentlichen Sparkassen.
Markenschutz
Die Bezeichnung Sparkasse ist in Deutschland nach § 40 KWG und in Österreich nach § 94 BWG gesetzlich geschützt. Der Markeninhaber Deutscher Sparkassen- und Giroverband (DSGV) meldete am 7. Februar 2002 als Kollektivmarke die konturlose Farbmarke Nr. 30211120 Rot HKS 13 für die Dienstleistungen der Klasse 36 „Finanzwesen“ an und sicherte sich diese seit dem 11. Juli 2007 als verkehrsdurchgesetztes Zeichen. Der Bundesgerichtshof (BGH) entschied bei diesem Farbenstreit zwischen dem DSGV und der Santander Consumer Bank (Deutschland) (die das ähnlich aussehende Rot HKS 14 verwendete), dass wenn der Verkehr auf Grund von Kennzeichnungsgewohnheiten auf dem betreffenden Waren- oder Dienstleistungssektor an die Verwendung von Farben als Kennzeichnungsmittel gewöhnt ist oder wenn die Farbe im Rahmen aller sonstigen Elemente in einer Weise hervortritt, dass die angesprochenen Verkehrskreise sie als Produktkennzeichen verstehen, ausnahmsweise von einer markenmäßigen Verwendung ausgegangen werden kann und gab dem Sparkassenrot den Vorrang.
Logo und Corporate Design

Das Sparkassen-Logo in Deutschland

Das Logo stellt eine stilisierte Form des Buchstabens S und einer Spardose mit Münze dar. Entworfen wurde es in seiner ersten Form 1938 von Lois Gaigg, einem weitgehend unbekannten Wiener Grafiker und Plakatkünstler. Das spätere Markenzeichen wurde vom Sparkassenverlag lediglich für interne Zwecke verwendet und war dem breiten Publikum daher unbekannt. Ab 1948 wurde das Zeichen von den meisten Sparkassen auch im Publikumsverkehr verwendet und durch die überragende Marktstellung der Sparkassen bald zum allgemein bekannten Erkennungszeichen der Sparkassen.
1972 entwickelte Otl Aicher ein einheitliches visuelles Erscheinungsbild (Corporate Design) für alle Sparkassen. Er gab dem Logo seine heutige Form, ohne den bis dahin mit abgebildeten Einwurfschlitz, und legte die rote Farbe (HKS 13) als einheitliche Geschäftsfarbe fest (bis dahin war meist schwarz üblich). Als Haus-Schriftart wählte er die Helvetica. 2003 wurde das von Aicher entwickelte Erscheinungsbild modifiziert, wobei auch die bisherige Schriftart geändert wurde. Das Symbol ist vom Deutschen Sparkassen- und Giroverband weltweit markenrechtlich geschützt. 2007 wurde die Farbe Rot der Sparkassen beim Deutschen Patent- und Markenamt als Marke registriert. Der DSGV ist Rechtsinhaber aller nationalen und internationalen Kollektivmarken der Sparkassen-Finanzgruppe in seiner Eigenschaft als Markenverband.
2010 erkannten 93 % der Bevölkerung das bekannte Symbol und ordneten es den Sparkassen zu. Das Sparkassen-S gehört somit zu den am weitesten verbreiteten Markenzeichen in Deutschland. Ebenfalls versteht eine große Mehrheit der Deutschen die Farbe Rot im Finanzbereich als Kennzeichen der Sparkassen.
Einige wenige Sparkassen verweigerten sich noch lange dem einheitlichen Auftritt der Sparkassen-Finanzgruppe. Die Frankfurter Sparkasse von 1822 verwendete bis zur Fusion 1989 den Bienenkorb und bis etwa 2006 die Farben blau/gelb, die Stadtsparkasse Köln nutzte bis zur Fusion mit der Sparkasse Bonn ein eigenes Logo-Design aus den Buchstaben S und K, das in Blautönen gehalten war, die Taunus Sparkasse nutzte ein Logo mit Würfeln, die Stadtsparkasse München nutzte das Sparkassen-S lange in gelb, die Sparkasse Essen in grün/blau und die Sparkasse Kiel in blau. Bis Januar 2015 verwendete die Nassauische Sparkasse eine eigene Corporate Identity mit Blau-Orange-Farbschema und anderen Schriftarten. In Norddeutschland wurde das alte Logo mit dem Einwurfschlitz bis in die späten 1970er beibehalten.
Anstaltslast und Gewährträgerhaftung
Nachdem im Dezember 1999 der Bundesverband deutscher Banken Beschwerde bei der Wettbewerbsbehörde der Europäischen Kommission eingereicht hatte und davon ausging, dass die Gewährträgerhaftung eine verbotene staatliche Beihilfe nach Art. 107 Abs. 1 AEU-Vertrag darstelle, eröffnete die Wettbewerbsbehörde am 26. Januar 2001 ein formales Untersuchungsverfahren. Die langjährigen Auseinandersetzungen wurden endgültig durch eine von der Europäischen Kommission am 27. März 2002 an die Bundesrepublik Deutschland gerichtete Entscheidung beigelegt. Die Bundesregierung hat diese Entscheidung am 11. April 2002 angenommen. Die am 17. Juli 2001 zwischen Europäischer Kommission und Deutschland erzielte Verständigung und die daraus am 28. Februar 2002 von beiden Seiten gezogenen Schlussfolgerungen sind darin berücksichtigt. Kernpunkte dieser Brüsseler Konkordanz waren der Fortfall von Anstaltslast und Gewährträgerhaftung bei Sparkassen und Landesbanken. Die deutschen bundes- und landeseigenen Förderbanken dürfen hingegen seit dem 11. April 2002 Anstaltslast, Gewährträgerhaftung und/oder staatliche Refinanzierungsgarantien im Rahmen der Verständigung II behalten.
Einlagensicherung
Das Einlagensicherungs- und Anlegerentschädigungsgesetz (EAEG) sorgt zunächst für eine gesetzliche Einlagensicherung, die alle Kreditinstitute im Geltungsbereich des EAEG erfasst. Nach § 4 Abs. 2 Nr. 1 EAEG sind seit 1. Januar 2011 Einlagen bis zur Höhe von 100.000 Euro gesichert, die im Entschädigungsfall ausgezahlt werden, wenn ein Kreditinstitut nach § 5 EAEG nicht in der Lage ist, Einlagen zurückzuzahlen. Von dieser gesetzlichen Mindestsicherung sind auch alle Anleger bei öffentlich-rechtlichen Sparkassen begünstigt. Darüber hinaus besteht bei öffentlich-rechtlichen Sparkassen eine freiwillige Einlagensicherung, die durch die Institutssicherung der Sparkassen, Landesbanken und Landesbausparkassen gewährleistet wird. Sie ist nach § 12 EAEG als Institutssicherung anerkannt und untersteht damit nicht den weiteren Regelungen des EAEG. Sämtliche öffentlich-rechtlichen Sparkassen gehören dieser Institutssicherung an, die eine betraglich unbegrenzte Einlagensicherung gewährleistet.

### Statistik

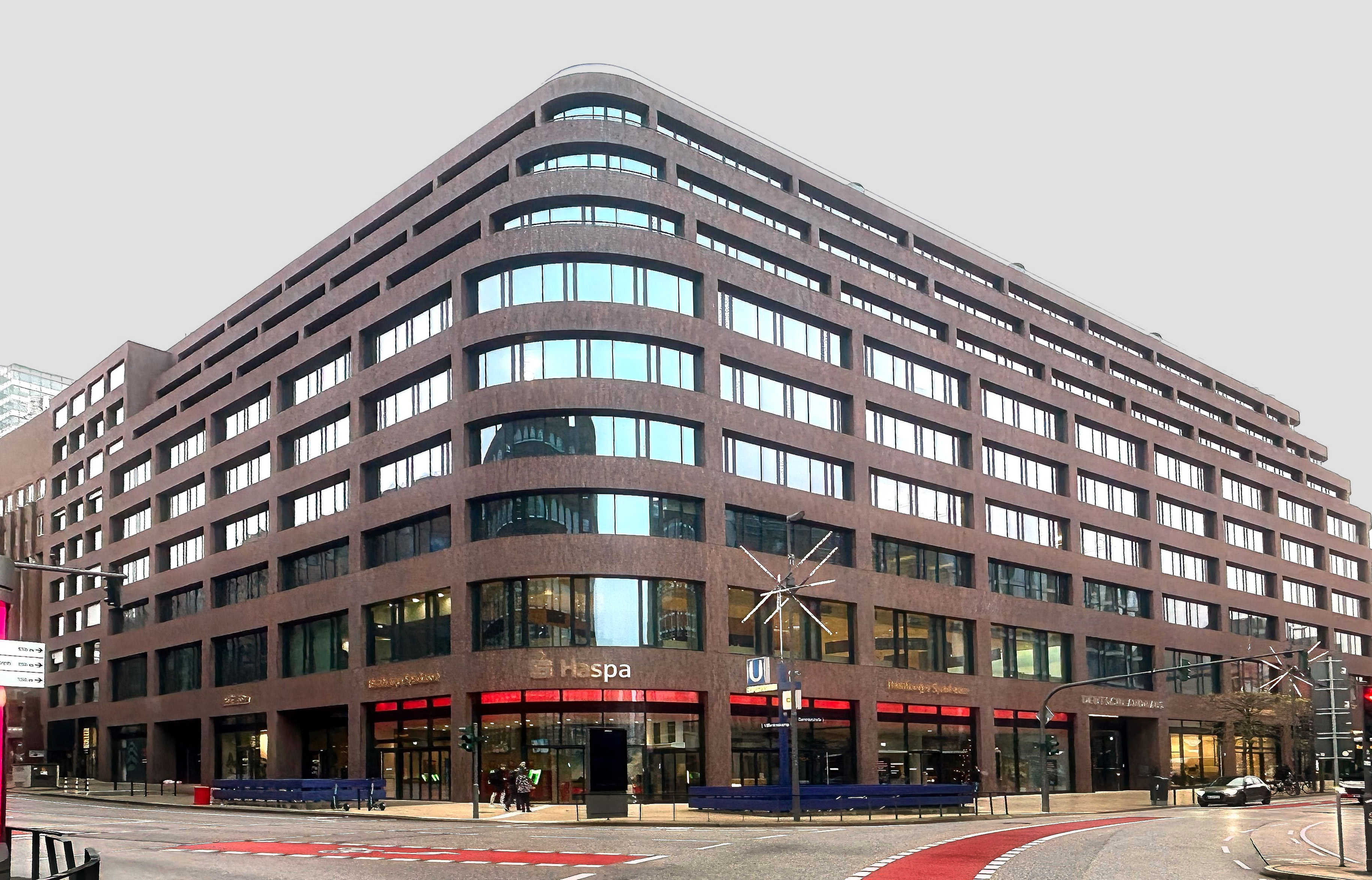
Die größte Sparkasse Deutschlands: Hamburger Sparkasse mit ihrer Zentrale im Deutschlandhaus/Dammtorstraße

Während es im Dezember 1990 noch 769 Sparkassen mit 19.036 Zweigstellen gab, schrumpfte ihre Zahl 1995 durch Fusionen auf 624/19.071, 2000 waren es 562/16.892, 2010 noch 429/13.025 und 2014 lauteten die Zahlen 416/11.951. Der Schrumpfungsprozess ist überwiegend auf Sparkassenfusionen zurückzuführen und verstärkt den Trend zu Lasten von Kleinsparkassen und zu Gunsten der Bildung von Großsparkassen, die – gemessen am Geschäftsvolumen – in die Betriebsgröße von Großbanken vordringen. Bis Juli 2020 verringerte sich die Anzahl der Sparkassen in Deutschland durch weitere Fusionen auf 376.
Die Konsolidierung geht mit einem Personalabbau einher. Ende 2010 waren bei den Sparkassen noch knapp 250.000 Mitarbeiter beschäftigt, 17.000 weniger als 7 Jahre zuvor.
Anzahl der Sparkassen
| Jahr |      |  |     | Anzahl |
| 2007 | 2007 |  | 446 | 446    |
| 2008 | 2008 |  | 438 | 438    |
| 2009 | 2009 |  | 431 | 431    |
| 2010 | 2010 |  | 429 | 429    |
| 2012 | 2012 |  | 423 | 423    |
| 2013 | 2013 |  | 422 | 422    |
| 2014 | 2014 |  | 416 | 416    |
| 2015 | 2015 |  | 417 | 417    |
| 2016 | 2016 |  | 413 | 413    |
| 2017 | 2017 |  | 403 | 403    |
| 2018 | 2018 |  | 385 | 385    |
| 2019 | 2019 |  | 379 | 379    |
| 2020 | 2020 |  | 377 | 377    |
| 2021 | 2021 |  | 371 | 371    |
| 2025 | 2025 |  | 342 | 342    |
|      |      |  |     |        |

Beschäftigte
| Jahr |      |  |         | Anzahl  |
| 2007 | 2007 |  | 253.696 | 253.696 |
| 2008 | 2008 |  | 251.400 | 251.400 |
| 2009 | 2009 |  | 249.577 | 249.577 |
| 2010 | 2010 |  | 248.137 | 248.137 |
| 2012 | 2012 |  | 244.862 | 244.862 |
| 2013 | 2013 |  | 234.340 | 234.340 |
| 2014 | 2014 |  | 225.000 | 225.000 |
| 2015 | 2015 |  | 230.213 | 230.213 |
| 2016 | 2016 |  | 233.742 | 233.742 |
| 2017 | 2017 |  | 224.700 | 224.700 |
| 2018 | 2018 |  | 209.588 | 209.588 |
| 2019 | 2019 |  | 204.988 | 204.988 |
| 2020 | 2020 |  | 200.670 | 200.670 |
| 2021 | 2021 |  | 194.693 | 194.693 |
|      |      |  |         |         |

Die durchschnittliche Betriebsgröße – gemessen an Mitarbeitern – lag 2004 bei 556 Beschäftigten pro Sparkasse, sank 2014 auf 541 und 2021 auf 524. Der Rückgang der Institute ist ausschließlich auf Fusionen zurückzuführen (Vereinigung von Sparkassen, Übertragung von Filialen).
Die Marktanteile der Bankengruppen auf dem Bankenmarkt verteilten sich 2021 nach dem Geschäftsvolumen wie folgt:
| Produktgruppe               | Großbanken | Sparkassen | Genossenschafts- banken | Landesbanken | sonstige Kreditinstitute |
| --------------------------- | ---------- | ---------- | ----------------------- | ------------ | ------------------------ |
| Marktanteile gesamt         | 18,7 %     | 18,4 %     | 13,5 %                  | 9,4 %        | 40,0 %                   |
| Einlagen von Privatpersonen | 15,6 %     | 37,6 %     | 27,3 %                  | 1,4 %        | 18,6 %                   |
| Kredite an den Mittelstand  | 27,0 %     | 40,9 %     | 20,7 %                  |              | 12,4 %                   |

Marktführer sind die Sparkassen bei den Einlagen von Privatpersonen und den Krediten an den Mittelstand. Größte Sparkassen nach der Bilanzsumme sind die Hamburger Sparkasse (Bilanzsumme 60 Mrd. €), gefolgt von der Kreissparkasse Köln mit 29 Mrd. € und der Sparkasse KölnBonn mit 28 Mrd. €. Beide Sparkassen dominieren auch im Kölner Bankwesen.

### Geschichte
Anfänge

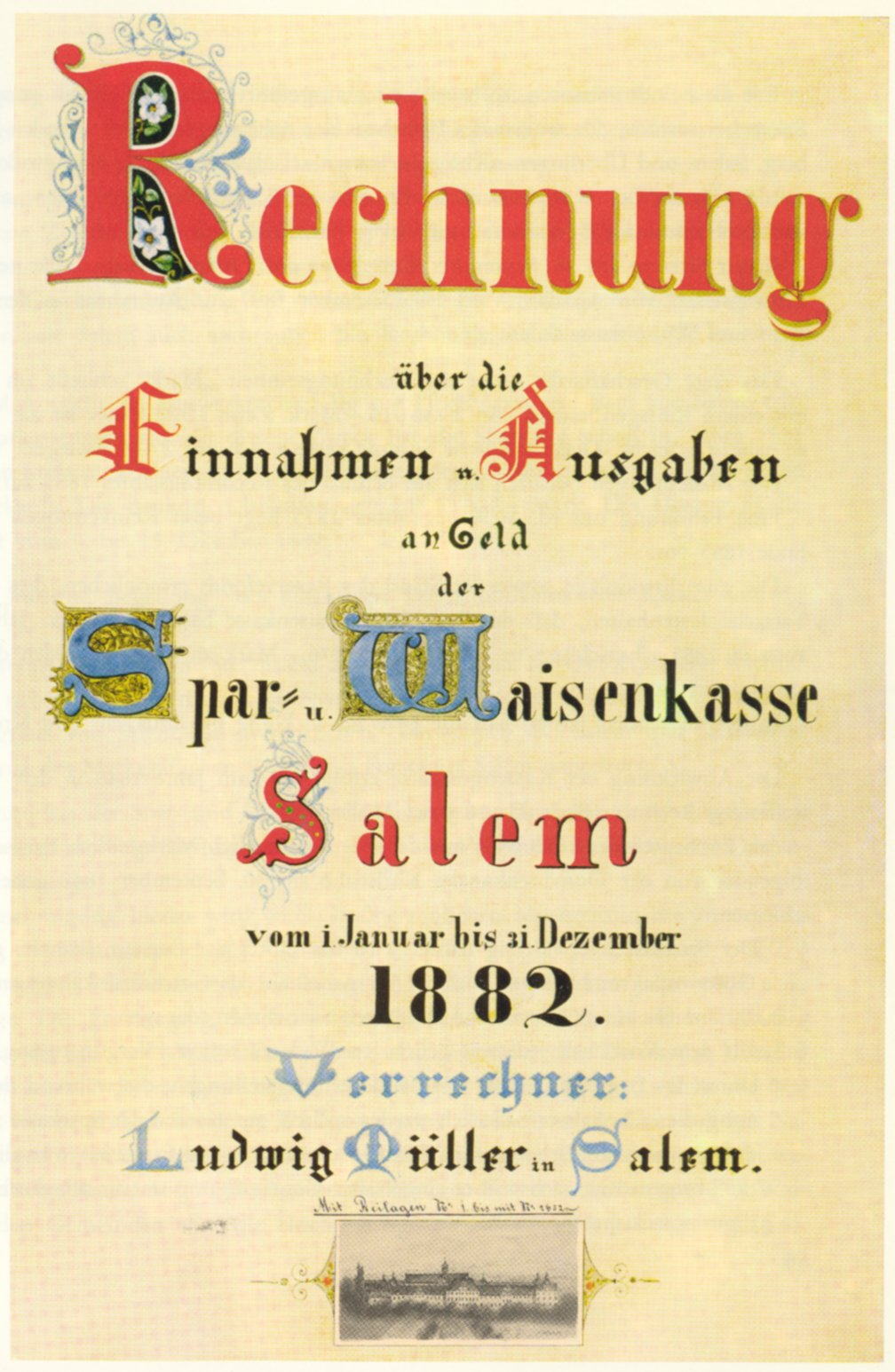
Rechnungsbuch der Spar- und Waisenkasse Salem von 1882

Wann in Deutschland die erste Sparkasse entstand, ist umstritten. Die ersten artverwandten Vorläufer der Sparkassen hießen noch Waisenkassen oder Leihkassen, wie beispielsweise die 1749 von der Reichsabtei Salem zur Verwaltung von Waisenrenten eingerichtete Kasse. Sparkassen entstanden zumeist im 18. Jahrhundert, um den ärmeren Bevölkerungsschichten eine sichere Möglichkeit zu eröffnen, kleinste Kapitaleinlagen zur Risikovorsorge im Alter oder bei Krankheit verzinslich zurückzulegen.
Als sparkassenähnliche Institute galten jedenfalls die Leihbank zu Hanau (gegründet am 10. April 1738 durch Landgraf Wilhelm VIII.), die Württembergische Waisenkasse in Roth (1746 durch Anselm II. Schwab), die Braunschweigisch-Herzogliche Leihhaus-Kasse (gegründet im März 1765 „unter landesfürstlicher Garantie“), die – noch existierende – Fürstlich Castell’sche Credit-Casse (1774) oder die Fürstliche Leihkasse in Detmold (1786), letztere mit dem Schwerpunkt als Realkreditinstitut.
Die Oldenburger Ersparungscasse von 1786 galt lange Zeit als älteste bestehende Sparkasse der Welt, deren Gründungsurkunde am 1. August 1786 unterzeichnet wurde; sie ging in der Landessparkasse zu Oldenburg auf.
Als erste Sparkasse gilt nach modernem Verständnis die von der Hamburger Patriotischen Gesellschaft zur Förderung der Künste und des Unterrichts 1778 ins Leben gerufene Ersparungs-Classe der Hamburger Allgemeinen Versorgungsanstalt. Sie gab auch an Dienstboten, Tagelöhner und Seeleute Sparbücher aus, so dass auch „einfache Leute“ ihr Erspartes sicher und gegen Zins anlegen konnten.
Erste kommunale Institute
Im Juni 1801 nahm die Spar- und Leih-Casse Göttingen als erstes kommunales Kreditinstitut die Arbeit auf. In den Folgejahren ging eine Vielzahl der Bürgersparkassen in die Trägerschaft der Kommunen über. Die Städteordnung des Heinrich Friedrich Karl vom und zum Stein vom 19. November 1808 sorgte für die kommunale Selbstverwaltung, die dazu führte, dass die Gemeinden die kommunale Sparkassenidee aufgriffen und die Gründung von Sparkassen veranlassten. Im Mai 1818 wurde in Stuttgart die Württembergische Spar-Casse für das ganze Königreich Württemberg gegründet, es folgte im Juni 1818 die Berliner Sparkasse. Im Januar 1819 erfolgte die Gründung der ersten Sparkasse Sachsens in Königsbrück auf Betreiben und mit finanzieller Beteiligung des Konferenzministers Peter Karl Wilhelm von Hohenthal.
Die ersten städtischen Sparkassen im Königreich Bayern entstanden in Nürnberg (November 1821), Augsburg (Februar 1822) und Würzburg (Oktober 1822). Nach der „revidierten Städteordnung“ vom 17. März 1831 erforderte die Errichtung von Sparkassen eine Genehmigung des Regierungspräsidenten, weil die Annahme von Spareinlagen als genehmigungspflichtige Anleihe der jeweiligen Trägerkommune galt.
Am 12. Dezember 1838 erging das Preußische Sparkassenreglement („Reglement, die Einrichtung des Sparkassenwesens betreffend“), das den Sparkassen einen rechtlichen Rahmen gab und so Gründungen erleichterte und ermutigte. Infolgedessen fiel in die Zeit zwischen 1840 und 1860 die intensivste Gründungszeit für Sparkassen, denn in diesem Zeitraum entstanden mehr als 800 neue Sparkassen. Im Jahre 1838 gab es in Preußen 85 öffentliche Sparkassen, 1850 erhöhte sich ihre Zahl auf 234, 1870 waren sie auf 932 angewachsen, in Gesamtdeutschland gab es um die Jahrhundertwende 2.500 Sparkassen.
Sparkassengesetz
Von den im Jahre 1838 bestehenden 85 Sparkassen besaßen 81 öffentlich-rechtliche Träger. Um diesen regional tätigen Sparkassen eine homogene Rechtsgrundlage zu schaffen, kam 1838 die Idee der Sparkassengesetze auf. Grund hierfür war jedoch zunächst nicht die Vereinheitlichung des Sparkassenrechts, sondern Zweifel, ob die von Sparkassen ausgestellten Sparkassenbücher als Inhaberpapiere nicht der königlichen Genehmigungspflicht aufgrund eines im Juni 1833 ergangenen Gesetzes unterlagen. Am 12. Dezember 1838 wurde schließlich das Reglement, die Errichtung des Sparkassenwesens betreffend erlassen, das insbesondere Regelungen für die Verwaltung der Sparkassen und die Sicherheit der Spargelder enthielt. Damit gilt dieses Sparkassengesetz als erste deutsche Marktregulierung einer Institutsgruppe im Rahmen des Bankrechts.
Im Jahr 1880 entstand die erste Pfennigsparkasse in Darmstadt. In der inzwischen im Juli 1875 erlassenen Preußischen Vormundschaftsverordnung sprach der Gesetzgeber erstmals von „öffentlichen Sparkassen“. Allerdings klärte erst im Juli 1900 ein gemeinsamer Erlass des preußischen Innen- und Justizministers darüber auf, dass „unter öffentlichen Sparkassen nur diejenigen zu verstehen sind, welche entweder für Rechnung einer Körperschaft des öffentlichen Rechts betrieben werden oder für deren Verbindlichkeiten eine Körperschaft des öffentlichen Rechts die Garantie übernommen hat“.
Anstalten des öffentlichen Rechts
Durch die 3. Reichsnotverordnung vom 6. Oktober 1931 („Verordnung zur Sicherung von Wirtschaft und Finanzen“) erhielten die Sparkassen und Girozentralen während der Deutschen Bankenkrise ihre Selbständigkeit durch die Rechtsform der Anstalt des öffentlichen Rechts. In dieser Reichsnotverordnung hatte auch die Gewährträgerhaftung ihren Ursprung. Grund für die Einführung der Gewährträgerhaftung war, dass die Gläubiger durch die Verselbstständigung der Sparkassen nicht die kommunale Haftung für die Verbindlichkeiten der Sparkasse verlieren sollten. Solange die Sparkassen ein organisatorischer Teil der Gemeinden waren, hafteten die Gemeinden für diese Verbindlichkeiten.
Nationalsozialismus
In der Zeit des Nationalsozialismus erfolgte erstmals die rechtliche Gleichstellung der Sparkassen mit den Banken durch das Kreditwesengesetz vom Dezember 1934. Der Sparwille der Bevölkerung sollte gestärkt werden, damit die Rüstung und Kriegsführung finanziell abgesichert werden konnte und die Geldentwertung unsichtbar bliebe. Der Verband der Sparkassen und Volksbanken wurde 1935 als „Wirtschaftsgruppe Sparkassen“ zusammengelegt und gleichgeschaltet. Auch in die Rassenpolitik waren die Sparkassen einbezogen, was die Beschäftigung von Juden und die Enteignung ihrer Vermögen betraf. In Sonderdepots wurden nach 1938 Sparkonten von Juden geführt, eingefroren, aufgelöst und die Einlagen nach Berlin an die Reichsbank überwiesen.
Nachkriegszeit
Nach dem Zweiten Weltkrieg trennte sich die Geschichte der Sparkassen in der DDR von denen in Westdeutschland. In der DDR bekamen die noch existierenden Sparkassen ihre Kunden zugewiesen und erhielten von der Notenbank im Januar 1951 sämtliche Sparkonten, im Januar 1952 übertrug ihnen die Notenbank die alleinige Zuständigkeit für die Kontenführung der Kleinstbetriebe bis zu 10 Beschäftigten; im Gegenzug hatten sie alle Konten öffentlicher Organe und größerer Betriebe auf die Notenbank zu übertragen.
Einen echten Teilzahlungskredit ermöglichte die am 16. Oktober 1953 in Kraft getretene Anordnung über die Finanzierung des Kaufs von Möbeln und anderen langlebigen Gebrauchsgütern. Seit Oktober 1956 durfte der Handel selbst bestimmte Waren durch Teilzahlung verkaufen. Im Rahmen einer Verwaltungsreform 1952 stieg die Anzahl der Sparkassen in der DDR auf 198; sie blieb bis zur Wiedervereinigung mit 196 relativ stabil. Im März 1956 erhielten die volkseigenen Sparkassen ein einheitliches Statut.
Als im Juli 1958 in Westdeutschland die Konzessionspflicht für die Eröffnung von Zweigstellen entfiel, entwickelten sich die Sparkassen zu Filialbanken mit weit verzweigtem Filialnetz. Zur Bewältigung der dadurch steigenden Arbeitsmengen setzten sie auf Computertechnologie, nachdem sie noch lange an der Lochkartentechnik festgehalten hatten. Die Auswirkungen der Verwaltungs- und Gebietsreform 1965 führten bei Sparkassen zu einer Intensivierungsphase des Filialbetriebs. Die reformbedingten Sparkassenfusionen ließen den Entwicklungstrend der Filialen nahezu unberührt. Eine zweite Welle von Erweiterungen des Filialnetzes gab es in Deutschland ab 1967.
Die Erfindung des Geldautomaten machte die wichtige Filialfunktion der Kassenhaltung im Laufe der Folgezeit weitgehend obsolet. Der erste Geldautomat wurde in Deutschland zwar schon am 27. Mai 1968 von der Kreissparkasse Tübingen in Betrieb genommen, doch verbreitete sich diese Neuerung nur verhältnismäßig langsam. Anders sah es bei der Computertechnologie aus. Im Zuge der 1960er-Jahre hatten sich die Sparkassen fest dem Computereinsatz verschrieben – mit Wirkung in die ganze Branche, beispielsweise in ihrer Kooperation mit der Bundesbank zur Entwicklung der automatischen Beleglesung im Zahlungsverkehr. Um auch kleinere und kleinste Institute mit Rechenleistung zu versorgen, gründeten die Sparkassenverbände in ihren Gebieten Verbandsrechenzentren. Schrittweise schlossen sich diesen immer weitere Institute an. In den 2000er-Jahren gingen die Rechenzentren schließlich in der Finanz Informatik auf.
Auf Basis der Computertechnologie entwickelte der Sparkassensektor zahlreiche Finanzinnovationen, unter anderem das Anschaffungsdarlehen (1961), die Scheckkarte, den Sparkassenbrief (August 1967), der Dispokredit (September 1968) sowie die Sparkassenobligation (1970).
Finanzkrise
Als Folge der Finanzkrise ab 2007 mussten die Sparkassen über den Haftungsverbund der Sparkassen-Finanzgruppe höhere Beiträge leisten, was wenige Kleinsparkassen in Bedrängnis brachte.
Sparkassenmuseum
Verschiedene Sparkassen stellen den Geschäftsbetrieb museal dar.

## Österreich
In Österreich sind Sparkassen von Gemeinden oder von Sparkassenvereinen gegründete privatrechtliche Kreditinstitute im Sinne des österreichischen Bankwesengesetzes (BWG), die einem bundesweit einheitlichen Sparkassengesetz unterliegen. Die Bezeichnung Sparkasse ist in Deutschland nach § 40 KWG und in Österreich nach § 94 BWG gesetzlich geschützt. Die Sparkassengruppe Österreich besteht aus der Ersten Bank, den 47 Bundesländersparkassen und der Zweiten Sparkasse. Alle Sparkassen Österreichs sowie deren Landesverbände sind Mitglieder des Österreichischen Sparkassenverbands.

### Geschichte
Als erste Sparkasse in Österreich wurde von Johann Baptist Weber, Pfarrer in der Wiener Leopoldstadt, der Verein der Ersten österreichischen Spar-Casse gegründet, der am 4. Oktober 1819 erstmals die Schalter öffnete. 1822 wurde die Sparkasse zu Innsbruck als zweite Sparkasse Österreichs gegründet. In den nächsten Jahren wurden zahlreiche Vereins-, später auch Gemeindesparkassen gegründet. Die jüngste Sparkasse Österreichs ist die 2006 gegründete, sozial orientierte Die Zweite Sparkasse.

### Logo

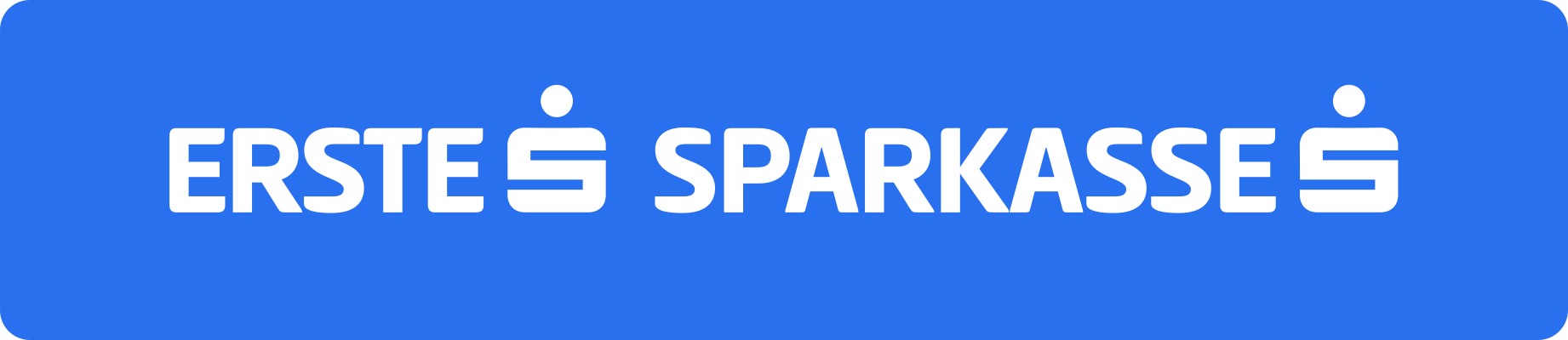
Aktuelles Logo der Ersten Bank und der Sparkassen in Österreich

In Österreich wird derzeit noch das Sparkassenlogo (in der unmodifizierten Version) von den Mitgliedsbanken der österreichischen Sparkassengruppe verwendet. Der bekannteste Vertreter dieser Gruppe ist die Erste Bank, die das Sparkassen-S auch in den Logos ihrer südosteuropäischen Tochtergesellschaften einsetzt (zum Beispiel die Erste Bank Croatia oder die Banca Comerciala Romana). Für die Nutzung bestand bis 2019 eine Lizenzvereinbarung mit dem Deutschen Sparkassen- und Giroverband.

## Schweiz
Einige wenige Sparkassen wurden in einigen Schweizer Kantonen bereits zur Zeit des Ancien Régimes gegründet. Der große Aufschwung des Sparkassenwesens erfolgte jedoch erst im 19. Jahrhundert, nach dem liberalen Umbruch und während der Industrialisierung. Beweggrund war zum einen die zinsbringende Anlage von Spargeldern einer breiteren Bevölkerung, zum anderen die Ausleihung dieser Gelder an Gewerbetreibende und die Landwirtschaft; diese Wirtschaftskreise vermochten damit ihre Wirtschaftsleistung mit Geldbeträgen in eine Höhe zu steigern, die sie aus Eigenmitteln nicht hätten aufbringen können. Das Sparkassen-Wesen wirkte also als gewerblicher Wachstumsmotor der Industrialisierung, wobei ein relativ wichtiger Tätigkeitsbereich auch der Grundpfand-Kredit war. Als Rechtsform waren vor allem kommunalstaatliche Gründungen und Genossenschaften anzutreffen. Diese Institute existieren – zumeist unter anderen Firmennamen und unter der moderneren Kategorisierung Bank – zum größeren Teil auch heute noch. Dabei ist der Grundpfand-Kredit für den Häuserbau mittlerweile zum wichtigsten Aktiv-Geschäft geworden. Das bekannteste Institut ist wohl der Verband der Raiffeisenbanken mit seinen vielen Einzelbanken auch in kleineren Dörfern. Außerdem existieren ca. 60 Regionalbanken und Sparkassen sowie 24 Kantonalbanken, die alle im gleichen Marktsegment tätig sind.
In der Schweiz sind die Kantonalbanken mit dem Sparkassenwesen assoziiert.

## International
Das Sparkassenmodell ist in 86 Ländern verbreitet. In Italien mussten alle von Gebietskörperschaften gehaltenen Anteile an Sparkassen (italienisch cassa di risparmio) in Stiftungen umgelagert werden.
 Albanien
Die Banka e Kursimeve e Shqipërisë (Albanische Sparkasse) wurde 2004 durch die österreichische Raiffeisen International zu 100 % erworben.
 Bosnien und Herzegowina
Die Sparkasse Bank dd BiH ist auf dem bosnisch-herzegowinischen Finanzmarkt seit 10 Jahren vertreten. Der Hauptsitz befindet sich in der Landeshauptstadt Sarajevo. Seit 2007 ist sie Mitglied der österreichischen Gruppe Steiermärkische Sparkasse. Bis 2009 arbeitete das Kreditinstitut unter dem Namen ABS BANKA, bis man sich schließlich zur besseren Integration in die Sparkassen-Gruppe umentschied, den Namen in Sparkasse Bank dd zu ändern.
 Finnland
In Finnland bestehen 39 Sparkassen in der Rechtsform einer Stiftung mit 213 Filialen, 1.130 Mitarbeitern und einer Gesamtbilanzsumme von 4.447 Millionen Euro (Stand: 31. Dezember 2004). Sparkassen (finnisch Säästöpankki) sind in Finnland seit der Bankenkrise in den frühen 1990er Jahren nicht mehr flächendeckend vertreten. Durch die Neugründung der Nooa Savings Bank 2003 gibt es wieder eine Sparkasse auch in der Hauptstadt Helsinki. Zentralinstitut der Sparkassen ist seit 1995 die Aktia Savings Bank plc, die 1991 aus der Fusion der Sparkasse von Helsinki mit sieben weiteren Sparkassen entstand. Aktia wurde 1993 in eine Aktiengesellschaft (plc.) umgewandelt.
 Frankreich
Im Jahre 1818 wurde die erste französische Sparkasse (französisch caisse d’épargne) in Paris gegründet, die Caisse d’épargne. Nach vielen Fusionen gibt es jetzt nur noch 17 Sparkassen in Frankreich. Die französische Sparkassengruppe fusionierte 2009 mit Groupe Banque Populaire (französische Volksbanken) zu Groupe BPCE.
 Italien

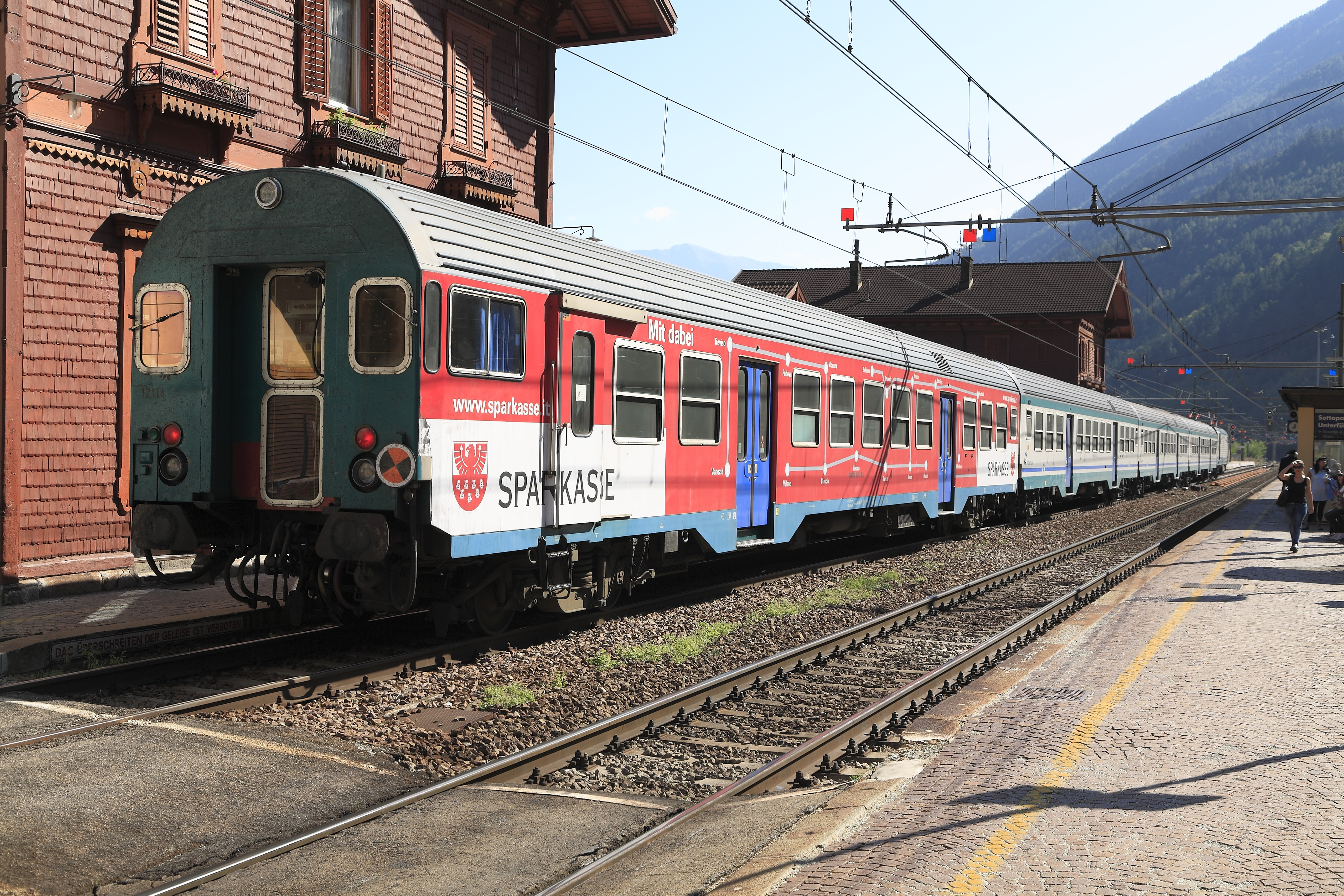
Waggon mit Werbung der Sparkasse Italien

Bis in die 1990er Jahre waren in Italien die meisten Sparkassen als Stiftung aktiv. Im Zuge einer landesweiten Konsolidierung im Bankensektor wurden die meisten Sparkassen in Aktiengesellschaften umgewandelt. Während die Stiftungen als Holdinggesellschaften bestehen blieben, setzte bei den Banken ein Fusionsfieber ein, bei dem Sparkassen (italienisch Cassa di Risparmio), Volksbanken (italienisch Banca Popolare) und kommerzielle Banken zusammengingen. Als letztes gemeinsames Bindeglied besteht der Sparkassenverband ACRI (italienisch Associazione delle Casse di Risparmio e delle Fondazioni di Origine Bancaria) weiter.
Die Südtiroler Sparkasse blieb vom Fusionsfieber unberührt, hat aber ihr Geschäftsgebiet durch Expansion auf weitere Gebiete außerhalb Südtirols ausgeweitet.
 Luxemburg
In Luxemburg wurde die Staatsbank und Staatssparkasse Banque et Caisse d’Epargne de l’Etat (BCEE) per Gesetz vom 21. Februar 1856 durch Großherzog Wilhelm III. zunächst als Caisse d’Epargne de l’Etat du Grand-Duché de Luxembourg gegründet.
 Norwegen
Das Sparkassenwesen in Norwegen ist in zwei Lager gespalten. Zum einen ist die Sparebanken NOR am Markt aktiv, die aber im Jahr 2004 mit der DnB zur größten Bank des Landes fusionierte. Auf der anderen Seite steht eine Gruppe von Regionalsparkassen, die unter dem Namen SpareBank1 landesweit in Erscheinung treten.
 Polen
Die Sparkasse in Polen wurde auf Betreiben Józef Piłsudskis 1919 als Pocztowa Kasa Oszczędności (Postsparkasse) gegründet. Heute firmiert sie unter dem Namen PKO BP, was für Powszechna Kasa Oszczędności Bank Polski (Allgemeine Sparkasse – Polnische Bank) steht. Bis 2004 war das Unternehmen vollständig in Staatsbesitz, 2006 gehörten dem polnischen Staat noch 51,51 Prozent der Aktien.
 Portugal
Die staatliche Sparkasse (portugiesisch caixa econômica) Portugals ist die 1876 gegründete Caixa Geral de Depósitos.
 Russland
Die staatliche Sparkasse in Russland wurde bereits 1841 gegründet. Seit 1991 firmiert sie als Aktiengesellschaft unter dem Namen Сбербанк России (Sberbank – zu Deutsch ‚Sparbank‘). Im Volksmund heißt sie allerdings weiterhin Сберкасса (Sberkassa).
 Slowakei
Die Slovenská sporiteľňa (Slowakische Sparkasse) steht im Eigentum der österreichischen Erste Bank. Es wird wie auch in Tschechien auch das österreichische Sparkassen-S benutzt.
 Spanien

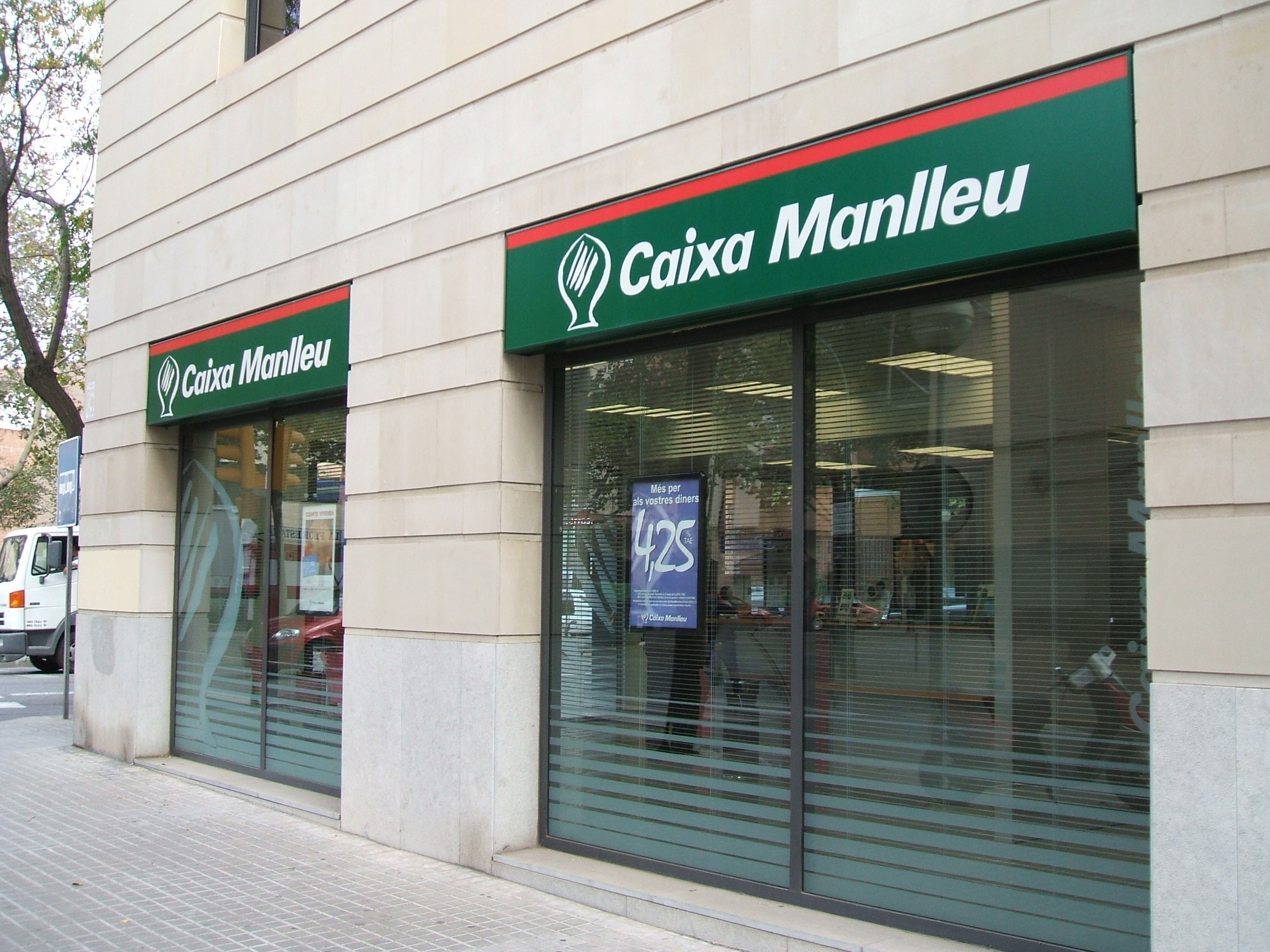
Zweigstelle der Caixa Manlleu in Sabadell (2006)

Das Sparkassenwesen in Spanien war ursprünglich regional organisiert, so dass eine Kasse (spanisch Caja, baskisch: Kutxa, katalanisch und galicisch: Caixa) meist den Namen einer Stadt oder eines Gebietes trug. Allerdings eröffneten Ende des 20. Jh. zahlreiche Sparkassen Niederlassungen in anderen Gebieten.
Die spanischen Sparkassen waren ähnlich wie in Deutschland öffentlich-rechtlich organisiert und arbeiteten teilweise ohne Gewinnstreben. Im Zuge der Finanzkrise ab 2007 und des Platzens der spanischen Immobilienblase gerieten zahlreiche kleinere und größere spanische Sparkassen in Schwierigkeiten. 2010 begann ein Fusionsprozess, im Laufe dessen verschiedene Sparkassen ihr Geschäft eigens dazu geschaffenen Banken übertrugen und lediglich den gemeinnützigen Teil ihrer Aufgaben beibehielten.
Die meisten Sparkassen gehören dem Verband Confederación Española de Cajas de Ahorros (CECA) an. Vor dem Fusionsprozess waren 45 Sparkassen Mitglieder der CECA (Stand: 31. Dezember 2009). Die größten Sparkassen in Spanien waren La Caixa, in der autonomen Gemeinschaft Katalonien, und die Caja Madrid (heute Bankia). Für die vollständige Liste der spanischen Sparkassen siehe Liste der Sparkassen in Spanien.
 Tschechien
Die Česká spořitelna (Tschechische Sparkasse) steht mehrheitlich im Eigentum der österreichischen Erste Bank. Es wird wie auch in der Slowakei das österreichische Sparkassen-S benutzt. Das Geldinstitut wurde 1823 nach dem Beispiel der 1819 entstandenen Wiener Sparkasse von einer Gruppe böhmischer Adeligen unter der Federführung von Joseph von Hoch als Böhmische Sparkasse gegründet.
 Vereinigte Staaten
Seit Anfang des 19. Jahrhunderts bestanden in den USA Sparkassen (englisch savings and loan associations, kurz: S&Ls). Als meist kommunale Unternehmen unterlagen sie konsequenten Regulierungsvorschriften. Anfang der 1980er Jahre wurden diese Vorschriften gelockert. Mit ihren in der Folge geänderten Geschäftsmodellen sind die S&Ls keine Sparkassen mehr im eigentlichen Sinne. In der zweiten Hälfte der 1980er Jahre kam es zur Savings-and-Loan-Krise. Heute bestehen noch etwa 1500 S&Ls.

## Internationale Sparkassenvereinigungen

### Europäische Sparkassenvereinigung
In der Europäischen Sparkassenvereinigung (ESV; englisch: European Savings and Retail Banking Group, ESBG) sind die Sparkassenorganisationen aus 18 EU-Mitgliedstaaten vertreten.

### Weltinstitut der Sparkassen
Das Weltinstitut der Sparkassen (WIS; englisch: World Savings and Retail Banking Institute, WSBI) ermöglicht den weltweiten Erfahrungsaustausch unter den Sparkassenorganisationen. Außerdem vertritt es die Standpunkte der Sparkassen auf internationaler Ebene, wie zum Beispiel gegenüber der Weltbank oder dem Internationalen Währungsfonds.

### EUFISERV
Das Gemeinschaftsunternehmen EUFISERV wurde von den europäischen Sparkassen 1990 gegründet. EUFISERV zielt mit seinem internationalen Netzwerk hauptsächlich auf den bargeldlosen Finanzverkehr bei Transaktionen an Geldautomaten.